# 司馬欽
司馬 欽（しば きん、? - 興寧3年3月30日（365年5月6日））は、中国の東晋の宗室。河間武王。本貫は河内郡温県。

## 経歴
後漢末、京兆尹を務めた舞陽成侯司馬芳の6世の孫であり、彭城王司馬釈の子として生まれた。
建興年間、司馬睿により息子なしで亡くなった楽成王司馬融の養子となり爵位を継いだ。
咸和5年（330年）9月、河間王に改封された。
永和9年（353年）8月、北伐に伴い司馬欽は太尉を兼ねて洛陽に派遣され、西晋皇帝の五陵を修理した。
興寧3年3月癸酉（365年5月6日）、薨去。車騎大将軍・儀同三司を追贈され、武と諡された。